# Holdested
Et holdested er et togekspeditionssted, der ikke deltager i den sikkerhedsmæssige afvikling af toggangen.
Et holdested hører til den fri bane og kan være
- et sidespor (med eller uden dækningssignal)
- et trinbræt

men et holdested er ikke en station.
Et trinbræt har typisk en eller flere perroner og opfattes af publikum som en station. S-banens S-togsstationer er for de flestes vedkommende "trinbrætter".